# Max Rabes

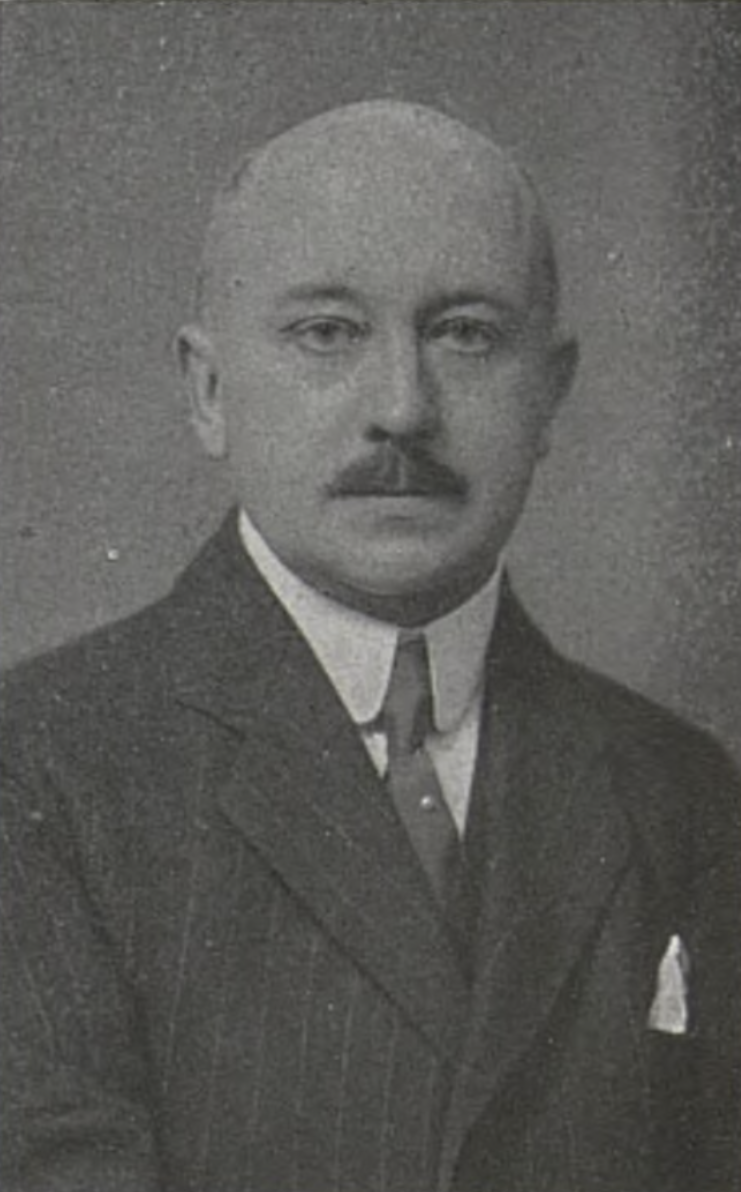
Max Rabes (ca. 1916)

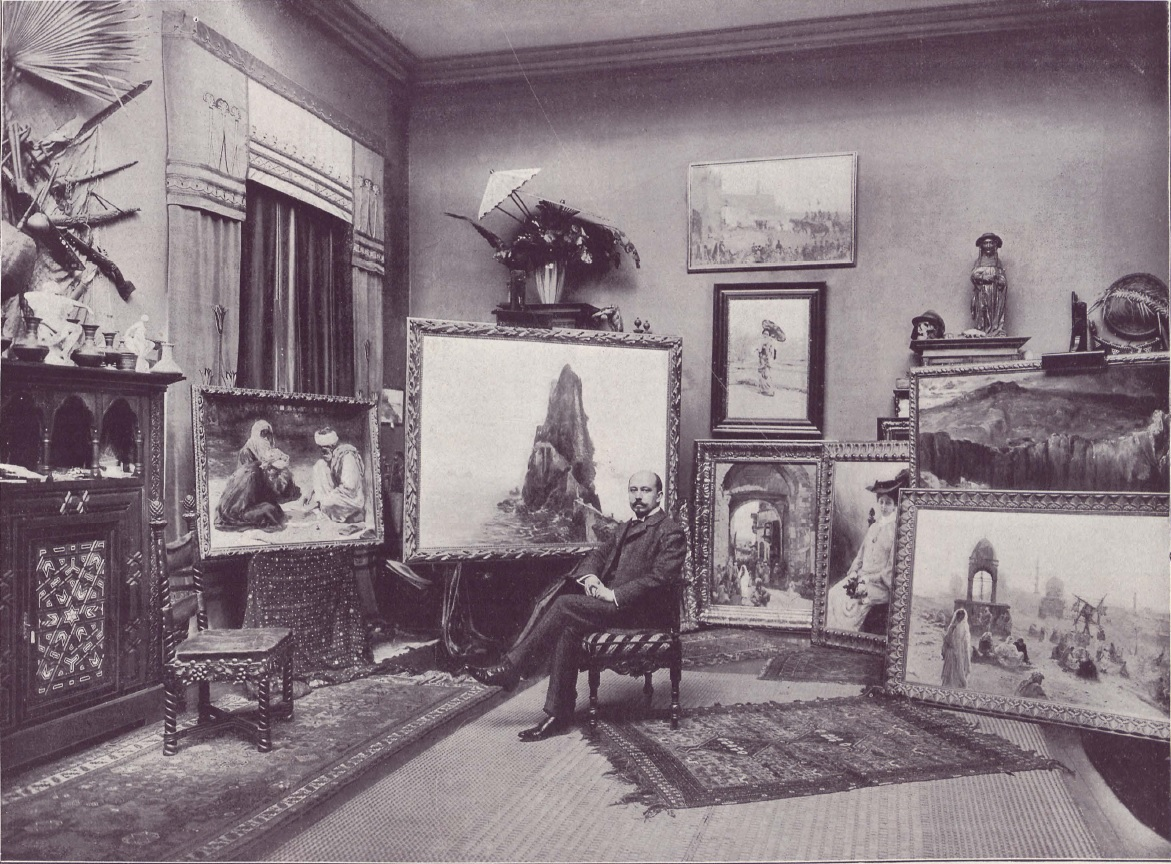
Max Rabes in seinem Atelier, 1905. Foto von Zander & Labisch

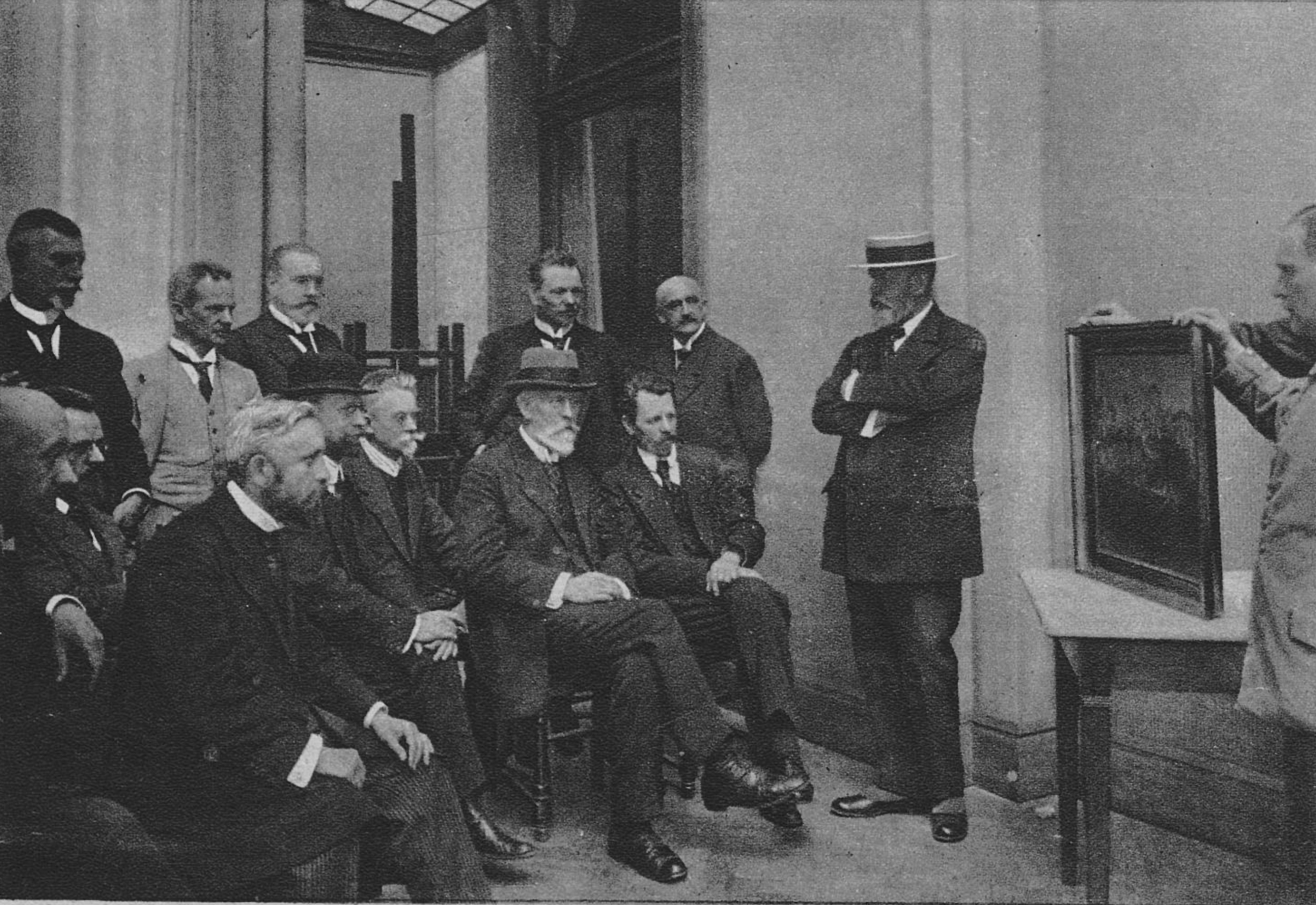
Die Jury der Großen Berliner Kunstausstellung 1917 bei der Arbeit. Links außen sitzend Professor Max Rabes

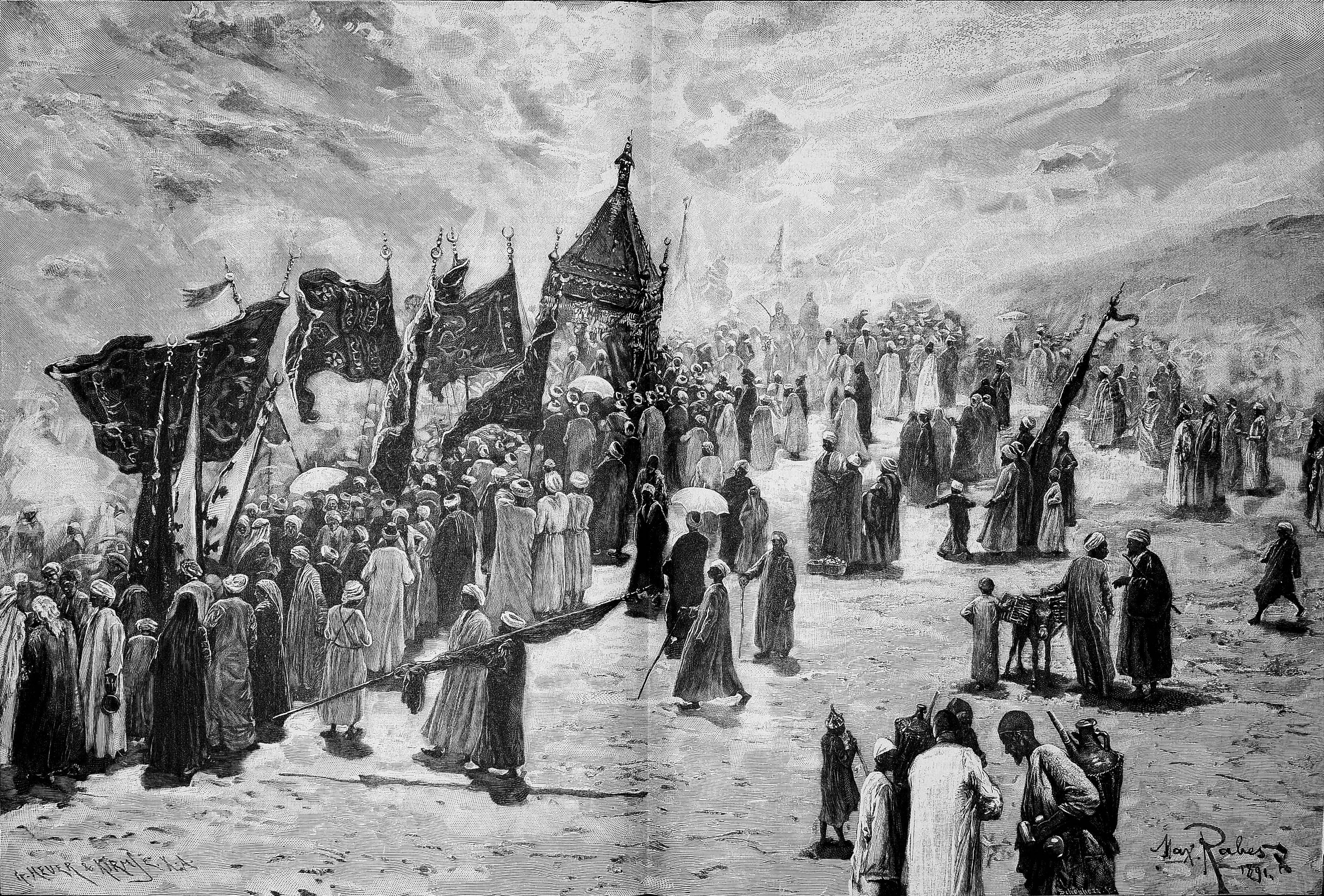
Max Rabes: Rückkehr der Mekka-Karawane

Max Friedrich Ferdinand Rabes (* 17. April 1868 in Samter/Posen; † 25. Juli 1944 in Wien) war einer der bekanntesten deutschen Maler der wilhelminischen Epoche. Er gilt als der Hauptvertreter der Berliner Orientmalerei und signierte in der Regel als „Max Rabes“.

## Ausbildung in Berlin
Geboren wurde Max Rabes am 17. April 1868 in Samter (in der damaligen preußischen Provinz Posen). Nach einem Umzug nach Stargard in Pommern (1870) wurde die Familie 1876 in Berlin ansässig. Max Rabes bildete sein malerisches Talent zunächst selbständig durch Studien nach der Natur und später unter Leitung des Architektur- und Landschaftsmalers Paul Graeb aus. Auf Anraten von Graeb absolvierte er auch eine Lehrzeit als Dekorationsmaler bei Paul Borgmann in Berlin.

## Reisen nach Südeuropa, in den Orient und nach Afrika
Max Rabes hat zahlreiche Reisen unternommen, vor allem nach Südeuropa, in den Orient und nach Afrika. Die Erfahrungen und Eindrücke dieser Reisen spiegeln sich in seinen Werken wider.
Auf Empfehlung des damaligen Staatssekretärs Freiherrn von Richthofen wurde er 1898 eingeladen, von Oktober bis November an der Reise Kaiser Wilhelms II. nach Konstantinopel und ins Heilige Land teilzunehmen. An der kaiserlichen Orientfahrt nahmen auch die Maler Carl Saltzmann und Ismael Gentz teil.
1914 unternahm Rabes eine Reise zu den Kriegsschauplätzen in Ostpreußen. Im Juli und August 1915 war er an der Westfront in Belgien, im Februar 1917 in Verdun. Zwischen seinen zahlreichen Reisen wohnte er in Berlin-Charlottenburg, in der Burggrafenstraße 2 (1905) und in der Niebuhrstraße 78 (1910). Verstorben ist Rabes am 25. Juli 1944 in Wien.

## Malstil und Themenwahl
Die Malerei von Max Rabes ist von ihrem Stil her dem Impressionismus verpflichtet. Bereits seine frühen Arbeiten zeichnen sich durch starke Lichtwirkungen aus. Seine Orientreisen lieferten ihm zahlreiche Ansichten und Themen, bei denen er diese Neigung voll entfalten konnte. Rabes wehrte sich jedoch gegen die Benennung als „Orientmaler“ und wollte zeitlebens die Vielseitigkeit seiner Arbeit anerkannt wissen.
Rabes hat auch Zyklen von landschaftlichen Wandgemälden im Speisesaal eines Schlosses in der Lausitz (1901), in einer Villa in Iserlohn (1905), das Deckenbild und drei allegorische Wandgemälde für das Schauspielhaus in Breslau (1906) sowie zahlreiche Aquarelle und Illustrationen ausgeführt.

## Gesellschaftliche Anerkennung
Max Rabes gilt als der Hauptvertreter der Berliner Orientmalerei. Sein künstlerisches Interesse für den Orient korrespondierte mit dem politischen Interesse des deutschen Kaiserreiches an dieser Region. Rabes Schaffen fand deshalb früh Beachtung und Anerkennung an allerhöchster Stelle. Seit den 1890er Jahren zählte er zu den meistausgestellten Künstlern Berlins. Rabes wurde dadurch zu einem der bekanntesten deutschen Maler der Zeit vor dem Ersten Weltkrieg. Er wurde nicht nur eingeladen, den deutschen Kaiser Wilhelm II. auf seiner Nahostreise zu begleiten, sondern auch den Prinzen Kyrill von Bulgarien während einer ausgedehnten Amerika-Reise. Für seine Verdienste wurde Rabes zum Ehrendoktor und später auch zum Professor der Kunsthochschule in Berlin ernannt. Außerdem erhielt er mehrere Orden.
- 1899 erhielt Max Rabes den großherzoglich-badischen Orden vom Zähringer Löwen (II. Klasse) verliehen.[5]
- Am 14. Dezember 1912 wurde Max Rabes der Fürstlich Lippische Leopold-Orden (mit der Krone, II. Klasse) Steckkreuz (Ausgabe 1910) verliehen.[6]
- Er war auch Träger mehreren Türkischer Orden und des Verdienstkreuzes von Mecklenburg-Schwerin.[7]

Werke des Künstlers sind heute im Eigentum vieler Galerien im In- und Ausland.

## Werke (Auswahl)
- Arabischer Markt in Kairo (1891)

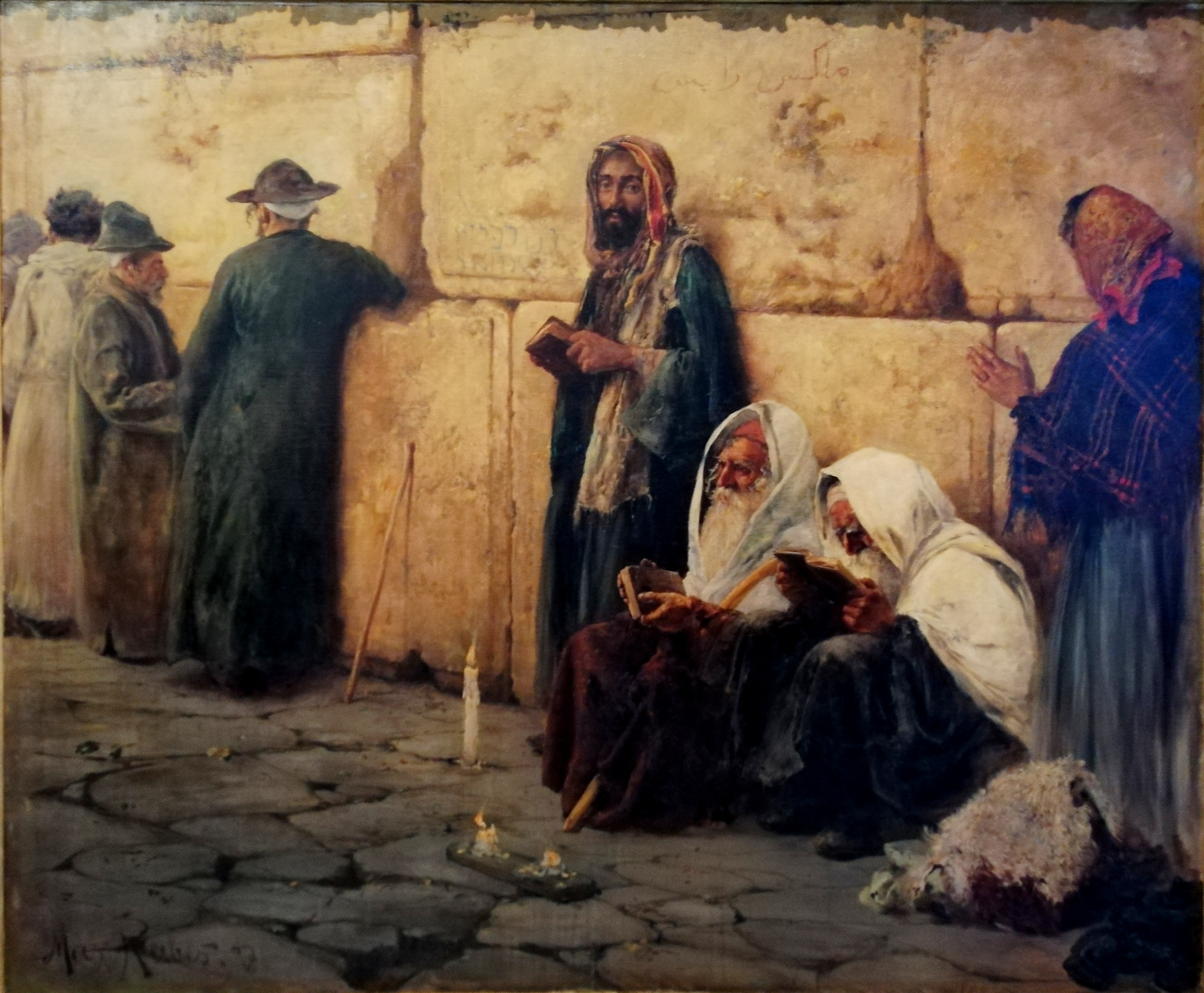
Klagemauer in Jerusalem (1897)

- Ansicht von Gebel Silsile (Museum in Posen)
- An den Ufern des Nils
- Caféhaus in Alt-Cairo
- Markt in Edfu (1895, Kunsthalle in Karlsruhe)
- Luxor. Theben-Ufer
- Arabischer Handel (Museum in Schwerin)
- Klagemauer in Jerusalem (1897)[9]
- Öffentlicher Briefschreiber in Kairo (Postmuseum in Berlin)
- Truppenrevue Kaiser Wilhelms II. in Damaskus
- Einzug des deutschen Kaiserpaares in Jerusalem (1899) und
- Bosporus (1900, im Besitze des Sultans)
- Ansicht von Gebel Silsile (Museum in Posen)
- Markt in Edfu (1895, Kunsthalle in Karlsruhe)
- Arabischer Handel (Museum in Schwerin)
- Neapel
- Der Maskenball
- Basarszene in der Altstadt von Kairo
- Absaloms Grab bei Jerusalem
- Ein stiller Winkel. Araber im Hinterhof einer Moschee, sich dem Müßiggang hingebend (Moschee in Boulac?)
- San Vigilio am Gardasee
- An der ligurischen Küste. Blick von einer Terrasse auf sonnige Uferpartie
- Fischerboote am Strand von Capri
- Blumenmarkt in Brüssel
- Bei Rom
- Markt in Sofia
- Dörfchen am Nil
- Memnonskolosse
- Am Glockenturm in Taormina
- Im Souk
- Eine Marktszene
- Castell vor Rapallo
- Portrait einer Frau
- Hassan (Knabenporträt, Bleistiftzeichnung)
- Sommerliche Hochgebirgslandschaft
- St. Gudule. Brüssel 1915